# ProQR
ProQR Therapeutics NV (NASDAQ: PRQR) es una empresa holandesa, especializada en el desarrollo de fármacos de ARN contra enfermedades raras. Fue fundada en 2012 y está basada en Leiden, en los Países Bajos. 

## Historia
ProQR fue fundada en 2012 por el CEO Daniel de Boer y cofundadores Henri Termeer, Dinko Valerio y Gerard Platenburg. El foco inicial de la compañía era para desarrollar fármacos de molécula pequeña o terapia génica que trataría fibrosis quística.